# Romain Dujardin
Pour les articles homonymes, voir Dujardin.
Romain Dujardin (né le 7 juin 1977) est un mathématicien français, depuis 2016 professeur à l'Université Pierre-et-Marie-Curie (aujourd'hui Sorbonne Université). Dans ses travaux scientifiques, il traite des systèmes dynamiques (en particulier de la dynamique holomorphe) et de la théorie ergodique.

## Formation et carrière
En 1996-2000, il étudie à l'École normale supérieure de Paris. En 2002, il obtient un doctorat à l'université Paris-Sud, sous la direction de Nessim Sibony. Il a travaillé dans plusieurs universités françaises, et depuis 2016 il est professeur à la Sorbonne Université,. Il est par ailleurs membre du Laboratoire de probabilités statistique et modélisation (CNRS/Sorbonne Université/Université Paris Cité). 

## Travaux
Ses recherches portent principalement sur les systèmes dynamiques holomorphes à une et plusieurs variables complexes, souvent en interaction avec d'autres domaines des mathématiques, comme la théorie des probabilités, la théorie géométrique des groupes, ou la dynamique arithmétique.
Il a publié ses travaux dans " Mathematische Annalen ", "Duke Mathematical Journal" et "American Journal of Mathematics" et les revues mathématiques les plus prestigieuses au monde : "Annals of Mathematics" et "Inventiones Mathematicae". Il est l'éditeur de "Communications of the AMS" et "Journal of Modern Dynamics",.

## Prix et distinctions
En 2022, il reçoit le prix Élie-Cartan décerné par l'Académie des sciences ; la même année il donne une conférence au Congrès international des mathématiciens,, et en 2019, il a été conférencier principal à la conférence Dynamics, Equations and Applications (DEA 2019) (en).